# Xianshui He
Der Xianshui He (chinesisch 鲜水河, englisch Xianshui River) ist ein 680 km langer Fluss in der chinesischen Provinz Sichuan.
Er ist ein linker Nebenfluss des Yalong Jiang (雅砻江). Er hat zwei Quellflüsse – Daqu (chin. 达曲, Hanyu Pinyin Dáqǔ) und Niqu (chin. 泥曲, Hanyu Pinyin Níqǔ) – die aus dem Nordwesten und Norden im Kreis Luhuo (chin. 炉霍县, Hanyu Pinyin Lúhuòxiàn) (Zhaggo) des Autonomen Bezirks Garzê der Tibeter zusammenfließen, ab dort trägt der Fluss den Namen Xianshui He. Er durchfließt den Südosten des Kreises Daofu (道孚县) (Dawu) und mündet im Kreis Yajiang (雅江县) (Nyagquka bzw. Nyagla) in den Yalong Jiang. Der Niuri He (纽日河) ist einer seiner Nebenflüsse.

## Erdbebengebiet
Im Gebiet des Flusses treten häufig Erdbeben auf, es wird als das „Xianshuihe-Erdbebengebiet“ (鲜水河地震带) bzw. die „Xianshuihe-Verwerfungszone“ (鲜水河断裂带) bezeichnet.